# Christopher Nolan
Christopher Nolan (født 30. juli 1970) er en britisk filminstruktør, der har stået bag film som Memento, The Dark Knight og Inception.

## Biografi
Christopher Nolan begyndte allerede som 7-årig at lave film med sin fars Super8 kamera involverende diverse legetøjsfigurer. Efterhånden som han blev ældre begyndte han også at lave film med rigtige mennesker. En kortfilm han lavede mens han gik på universiteter i London blev da også vist på filmfestivalen i Cambridge i 1996.
Hans første rigtige film var Following, som han selv skrev, instruerede, klippede og var kameramand på. Optagelserne tog mere end et år fordi alle de medvirkende havde job de skulle passe ved siden af og derfor kun kunne filme om lørdagen. Selvom filmen på ingen måde blev et hit i biograferne skabte den dog nok opmærksomhed til at Nolan kunne få finansieret sin næste film Memento. I Memento arbejde han ligesom i Following med at lave en fortælling som ikke bliver fortalt i rigtig rækkefølge. Memento gav Nolan en oscarnominering for bedste manuskript og bliver i dag at betragtet som en af de bedste film nogensinde lavet som en 22. plads på IMDBs top 250 liste indikerer.
Hans næste film var Insomnia som er en genindspilning af en norsk film af samme navn. Egentlig var det meningen at han efter det skulle have lavet en film om Howard Hughes, men Martin Scorsese var ved at lave en film med samme emne så Nolan droppede det igen. Hans næste film blev derfor fortsættelsen af serien om Batman. Nolan valgte at starte forfra med serien i stedet for at lave en fortsættelse til de fire film der allerede var lavet. Hans anden Batman film, The Dark Knight betragtes af mange som den bedste af de nu mange Batman film.
Nolan benytter sig ofte af de samme skuespillere i de film han har produceret. En stor del af castet i Batman filmene ses også i hans seneste, og største, succes – Inception. En af de mest komplekse og dybe film om menneskets tankestrøm og drømme. En skuespiller Nolan har arbejdet meget sammen med er Michal Caine, som spiller butler for Batman i Batman Begins, The Dark Knight og The Dark Knight Rises. Derudover har han biroller i både Inception og The Prestige. En håndfuld skuespillere som går igen i Batman serien og i Inception er; Joseph Gordon-Levitt, Michal Caine, Cillan Murphey og Tom Hardy.

## Filmografi
| År   | Film                               | Krediteret for | Krediteret for | Krediteret for | Studie                            | Indtjening     |
| År   | Film                               | Instruktør     | Producer       | Forfatter      | Studie                            | Indtjening     |
| ---- | ---------------------------------- | -------------- | -------------- | -------------- | --------------------------------- | -------------- |
| 1998 | Following                          | Ja             | Nej            | Ja             | Momentum Pictures Zeitgeist Films | $48,482        |
| 2000 | Memento                            | Ja             | Nej            | Ja             | Newmarket Films                   | $39,723,096    |
| 2002 | Insomnia                           | Ja             | Nej            | Nej            | Warner Bros.                      | $113,714,830   |
| 2005 | Batman Begins                      | Ja             | Nej            | Ja             | Warner Bros.                      | $374,218,673   |
| 2006 | The Prestige                       | Ja             | Ja             | Ja             | Touchstone Pictures Warner Bros.  | $109,676,311   |
| 2008 | The Dark Knight                    | Ja             | Ja             | Ja             | Warner Bros.                      | $1,004,558,444 |
| 2010 | Inception                          | Ja             | Ja             | Ja             | Warner Bros.                      | $825,532,764   |
| 2012 | The Dark Knight Rises              | Ja             | Ja             | Ja             | Warner Bros.                      | $1,084,439,099 |
| 2013 | Man of Steel                       | Nej            | Ja             | Ja             | Warner Bros.                      |                |
| 2014 | Transcendence                      | Nej            | Ja             | Nej            | Warner Bros.                      |                |
| 2014 | Interstellar                       | Ja             | Ja             | Ja             | Warner Bros. Paramount            |                |
| 2015 | Batman v Superman: Dawn of Justice | Nej            | Ja             | Nej            | Warner Bros.                      |                |
| 2017 | Dunkirk                            | Ja             | Ja             | Ja             | Warner Bros.                      |                |
| 2020 | Tenet                              | Ja             | Ja             | Ja             | Warner Bros.                      | $363,129,000   |
| 2023 | Oppenheimer                        | Ja             | Ja             | Ja             | Syncopy Films Atlas Entertainment |                |